# Banchi di Sotto
Banchi di Sotto (il nome generico della strada è banchi, senza l'aggiunta di via) è una strada di Siena, tra le principali arterie del Terzo di San Martino.

## Storia e descrizione
La strada, prolungamento verso sud di Banchi di Sopra, corrispondeva al tracciato della via Francigena nel cuore di Siena, dirigendosi verso Porta Romana. Detta anche "strada maestra", deve il nome a quando, nella prima metà del Duecento, vi si concentravano le attività finanziarie (i "banchi" dei cambiatori) e le più pregiate attività artigianali (drappieri, orafi, pellicciai e armaioli).
Il decoro della strada era particolarmente caro all'amministrazione di Siena, che nel 1398 emanò un apposito decreto selezionando le attività consone alla strada poiché «né in Vinegia né in Firenze né in nessuna altra terra in questo paese vie è una più bella via».
La strada ha mantenuto l'aspetto nobile ed elegante fiancheggiata da cortine gotiche con importanti inserti rinascimentali e barocchi.
La strada ha origine alla Croce del Travaglio e, procedendo verso sud-est, costeggia il lato posteriore di alcuni palazzi affacciati su piazza del Campo, seguendone l'andamento curvilineo. Tra questi palazzo Sansedoni. All'angolo con via delle Donzelle si staglia la torre dei Guastelloni, di origine medievale, come il palazzo duecentesco attiguo, appartenuto alla stessa famiglia. Oltre la via di Calzoleria, su una piazzetta, si vede la torre dei Rinuccini in pietra chiara, residuo di un più vasto fortilizio medievale. Più avanti, l'innesto di via San Vigilio ricorda la vicinanza con la l'omonima chiesa duecentesca e con il castellare degli Ugurgieri.
In angolo con via Rinaldini si trova l'edificio più imponente della via, palazzo Piccolomini, disegnato da Bernardo Rossellino e oggi sede dell'Archivio di Stato e della raccolta delle tavolette di Biccherna. Davanti ad esso, nell'ex-monastero di San Vigilio, ha sede dal 1816 l'Università degli Studi di Siena, con il proprio Museo storico. All'81 palazzo Piccolomini-Clementini e al 73 la torre dei Maconi. 
La strada termina alle Logge del Papa, diventando via Pantaneto.